# Натурам Годсе
Натурам Годсе е индийски националист и терорист.
На 30 януари 1948 година Годсе застрелва индийския политик Махатма Ганди заради териториалните отстъпки в Пакистан (на които всъщност Ганди се противопоставя през целия си живот).